# 拓跋他
拓跋他（416年—488年10月17日），鮮卑名它大翰，拥有直懃头衔，魏道武帝拓跋珪之孙，阳平王拓跋熙的长子，北魏宗室、官员。

## 生平
拓跋他的身材高大，有八尺長，擁有姣好的面容和良好的身材，個性謹慎溫厚，武藝過人，父親拓跋熙過世後襲封阳平王爵位，太武帝延和三年（434年），隨皇帝拓跋燾攻討西河地區的山胡白龍，擊破其部眾與餘黨並且屠殺城民，總共斬首千餘首級，之後改封临淮王，拜镇东将军。沒多久又改封淮南王，太延二年（436年）被任命為虎牢鎮都大將，镇南大将军，鎮守虎牢時期其威名遠播。到了太平真君八年（447年），拓跋他和武昌王拓跋提率領并州地區的軍隊前往河西，攻打動亂的吐京胡曹僕渾。與高涼王拓跋那合軍之後平定之。
太平真君九年（448年），西域的悅般國派遣使者前來北魏，約定共同攻擊柔然，於是拜拓跋他为前锋大将军，北讨柔然。太平真君十一年（450年）二月，拓跋他跟隨拓跋燾南征刘宋，圍攻悬瓠，戰事結束後，改任雍州刺史、镇西大将军，镇守长安。同年七月宋文帝劉義隆發動北伐，十月永昌王拓跋仁攻下虎牢後，拓跋他再次鎮守虎牢。
獻文帝和平六年（465年）轉任涼州鎮都大將、镇西大将军。孝文帝即位後，入朝为中都大官，加侍中，當時北魏的朝廷百官並無俸祿，從北魏初期一直到太和年間都維持著此慣例，官員們的財源都來自賞賜、掠奪或貪污收賄，直到太和八年八月戊戌詔書頒布後，北魏才正式運行俸祿制度，然而拓跋他反對班行俸祿，上奏要求取消此制度，中書監高閭上表反駁，認為：「國家若不實施俸祿，那麼貪婪的人就會任意搜括收賄，而清直的人則不能自保，執行效果的好處與壞處，非常明顯，淮南王的提議，豈不是謬論嗎？」因此拓跋他的奏請不被採用，後升任司徒。當時拓跋他、東陽王拓跋丕、淮陽王尉元、河東王苟頽等人皆以國家舊臣的身分，備受禮遇，元宏賜與拓跋他安車、坐几和手杖，上朝之時可以緩步而行，若遇到重要大事，便會請這幾位老臣前往皇帝的居所商議。太和十二年九月癸卯（488年10月17日），拓跋他去世，虚岁七十三。過世當時元宏正在宗廟祭祀，進獻牲品之時聽聞拓跋他過世的消息，馬上取消祭祀，親自前往探視，極為哀慟。

## 家庭

### 兄弟
- 拓跋浑，过继给广平王拓跋连，北魏凉州镇将、都督西戎诸军事、领护西域校尉、南平康王
- 拓跋比陵，北魏安远将军、怀荒镇大将、牂牁公

### 子女
- 拓跋吐萬，淮南王世子，早卒，其子元顯襲爵
- 拓跋鍾葵，早卒。子元法僧
- 元篤，幽州刺史、平北將軍、諡號貞
- 拓跋氏，嫁虎牢镇将、鲁阳侯韩延之